# Jerarquía energética

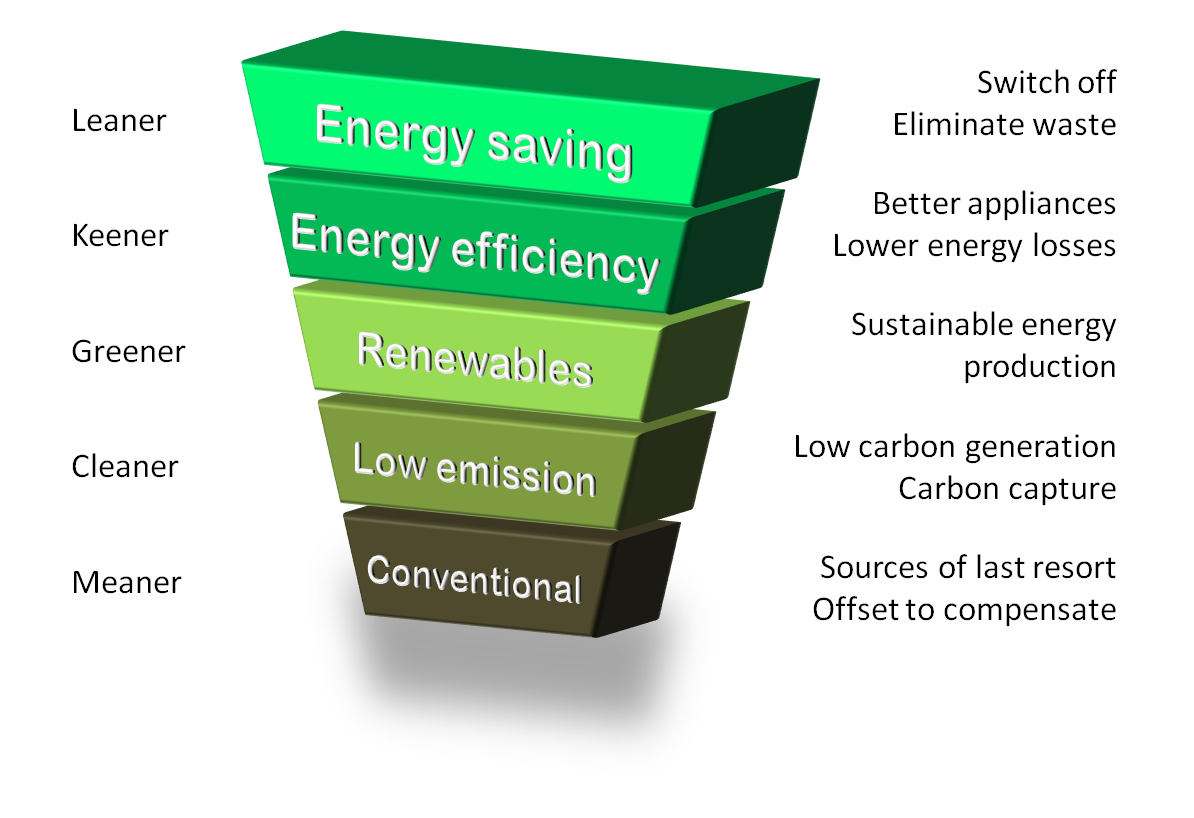
La Jerarquía Energética con las opciones más favorecidas en la parte superior.

La Jerarquía Energética es una clasificación de opciones de energía, priorizada para ayudar al progreso hacia un sistema de energía más sostenible. Es un enfoque similar a la jerarquía de residuos para minimizar el agotamiento de recursos, y adopta una secuencia paralela. 
Las prioridades más altas cubren la prevención del uso innecesario de energía, tanto eliminando el desperdicio como mejorando la eficiencia energética. La producción sostenible de recursos energéticos es la siguiente prioridad. Las opciones de generación de energía agotadoras y que producen residuos son la prioridad más baja. 
Para que un sistema energético sea sostenible: los recursos aplicados para producir la energía deben ser capaces de durar indefinidamente; la transformación energética no debe producir subproductos dañinos, incluidas las emisiones netas, ni desechos que no puedan reciclarse por completo; y debe ser capaz de satisfacer demandas razonables de energía. 

## El ahorro de energía
La máxima prioridad en la «Jerarquía de la Energía» es la conservación de la energía o la prevención del uso innecesario de la energía. Esta categoría incluye eliminar el desperdicio apagando las luces y aparatos innecesarios y evitando viajes innecesarios. La pérdida de calor de los edificios es una fuente importante de desperdicio de energía, por lo que las mejoras en el aislamiento y la hermeticidad del edificio pueden hacer una contribución significativa a la conservación de energía.
Muchos países tienen agencias para fomentar el ahorro de energía.

## Eficiencia energética
La segunda prioridad en la jerarquía energética es garantizar que la energía que se utiliza se produzca y consuma de manera eficiente. La eficiencia energética tiene dos aspectos principales. 

### Eficiencia de conversión del consumo de energía
La eficiencia energética es la relación entre el rendimiento productivo de un dispositivo y la energía que consume.
La eficiencia energética era una prioridad más baja cuando la energía era barata y la conciencia de su impacto ambiental era baja. En 1975, la economía de combustible promedio de un automóvil en los EE. UU. era inferior a 15 millas por galón. Las bombillas incandescentes, que eran las más comunes hasta fines del siglo XX, desperdician el 90% de su energía en calor, con solo el 10% convertido en luz útil.
Más recientemente, la eficiencia energética se ha convertido en una prioridad. La última eficiencia de combustible promedio reportada para los automóviles de los Estados Unidos casi se duplicó desde el nivel de 1975; ahora se está promoviendo la iluminación LED, que es entre cinco y diez veces más eficiente que las incandescentes. Ahora se requiere que muchos electrodomésticos exhiban etiquetas para mostrar su eficiencia energética.

### Eficiencia de conversión de la producción de energía
Se incurre en pérdidas cuando la energía se obtiene del recurso natural del que se deriva, como los combustibles fósiles, los materiales radiactivos, la radiación solar u otras fuentes.  La mayor parte de la producción de electricidad se realiza en centrales térmicas, donde gran parte de la energía de la fuente se pierde como calor.  La eficiencia promedio de la producción mundial de electricidad en 2009 fue del 37%.
Una prioridad en la Jerarquía de Energía es mejorar la eficiencia de la conversión de energía, ya sea en las centrales eléctricas tradicionales o mejorando la relación de rendimiento de las centrales eléctricas fotovoltaicas y otras fuentes de energía. 
La eficiencia y la sostenibilidad en general también pueden mejorarse cambiando la capacidad o el combustible de recursos menos eficientes y menos sostenibles a recursos mejores; pero esto está cubierto principalmente en el cuarto nivel de la jerarquía. 

## Producción energética sostenible
La energía renovable describe fuentes de energía de origen natural, teóricamente inagotables. Estas fuentes se consideran inagotables, o se repone naturalmente, y se clasifican en dos clases. 

### Renovables elementales
La primera clase de fuentes renovables se deriva de fuentes climáticas o elementales, como la luz solar, el viento, las olas, las mareas o la lluvia ( energía hidroeléctrica ). La energía geotérmica del calor del núcleo de la tierra también cae en esta categoría. 
Estos se consideran inagotables porque la mayoría se deriva en última instancia de la energía que emana del sol, que tiene una vida útil estimada de 6.500 millones de años.

### Bioenergía
La otra clase principal de energías renovables, la bioenergía, deriva de la biomasa, donde el ciclo de crecimiento relativamente corto significa que el uso se repone con un nuevo crecimiento. La bioenergía generalmente se convierte por combustión y, por lo tanto, genera emisiones de carbono. Se trata como carbono neutral en general, porque una cantidad equivalente de dióxido de carbono se habrá extraído de la atmósfera durante el ciclo de crecimiento.
Las fuentes de bioenergía pueden ser sólidas, como la madera y los cultivos energéticos; líquidos, como los biocombustibles; o gaseosos, como el biometano de la digestión anaeróbica.

## Producción de energía de bajo impacto
La siguiente prioridad en la jerarquía cubre las fuentes de energía que no son completamente sostenibles, pero tienen un bajo impacto ambiental.  Estos incluyen el uso de combustibles fósiles con captura y almacenamiento de carbono.
La energía nuclear a veces se trata como una fuente de bajo impacto, porque tiene bajas emisiones de carbono. 

## Producción de energía de alto impacto
La prioridad más baja en la jerarquía energética es la producción de energía utilizando fuentes no sustentables, como los combustibles fósiles sin cesar.  Algunos también colocan la energía nuclear en esta categoría, en lugar de la anterior, debido a la gestión/almacenamiento requeridos de desechos radiactivos altamente peligrosos durante períodos de tiempo extremadamente largos (cientos de miles de años o más) y al agotamiento de los recursos de uranio.
Existe un consenso de que la proporción de tales fuentes de energía debe disminuir.
Dentro de este nivel, hay posibilidades de limitar los impactos adversos al cambiar de las fuentes de combustible más dañinas, como el carbón, a fuentes menos emisivas, como el gas. Muchos sugieren que cuando se minimiza el uso de energía de alto impacto, los efectos de cualquier uso residual inevitable deben compensarse con la compensación de emisiones.

## Orígenes de la jerarquía energética
La Jerarquía de la Energía fue propuesta por primera vez en 2005 por Philip Wolfe, cuando era director general de la Asociación de Energías Renovables. Esta primera versión tuvo tres niveles; eficiencia energética, energías renovables y producción energética tradicional. Fue aprobado y adoptado en 2006 por un consorcio de instituciones, asociaciones y otros organismos en el Manifiesto de Energía Sostenible. Posteriormente, el concepto ha sido adoptado y refinado por otros en la industria de la energía y en el gobierno.